# 谷田潔
谷田 潔（たにだ きよし）は、日本の初等教育の教育者。愛知県江南市文化財保護委員会民俗委員。社会福祉法人扶桑町社会福祉協議会評議員柏森地区代表。元公立学校校長。国語教師。扶桑読書会実践人。

## 経歴
一宮市立黒田小学校校長を退職後、誠信高等学校の教頭を務める。
教職退職後も地域の教育の現場にて特別講師として積極的に教壇の現場に関わる。2016年度時点では愛知県扶桑町柏森区長を務めていた。
教職時代に長い時間小中学校に教育者として関わった。その中でも全国の小学校の多くに二宮尊徳像があった事実から関心を抱き、退職後の専門研究分野は二宮尊徳についてになり、積極的に勉強会に関わる。親と子についての家族のコミュニケーションのあり方についても専門である。